# Dinastias chinesas

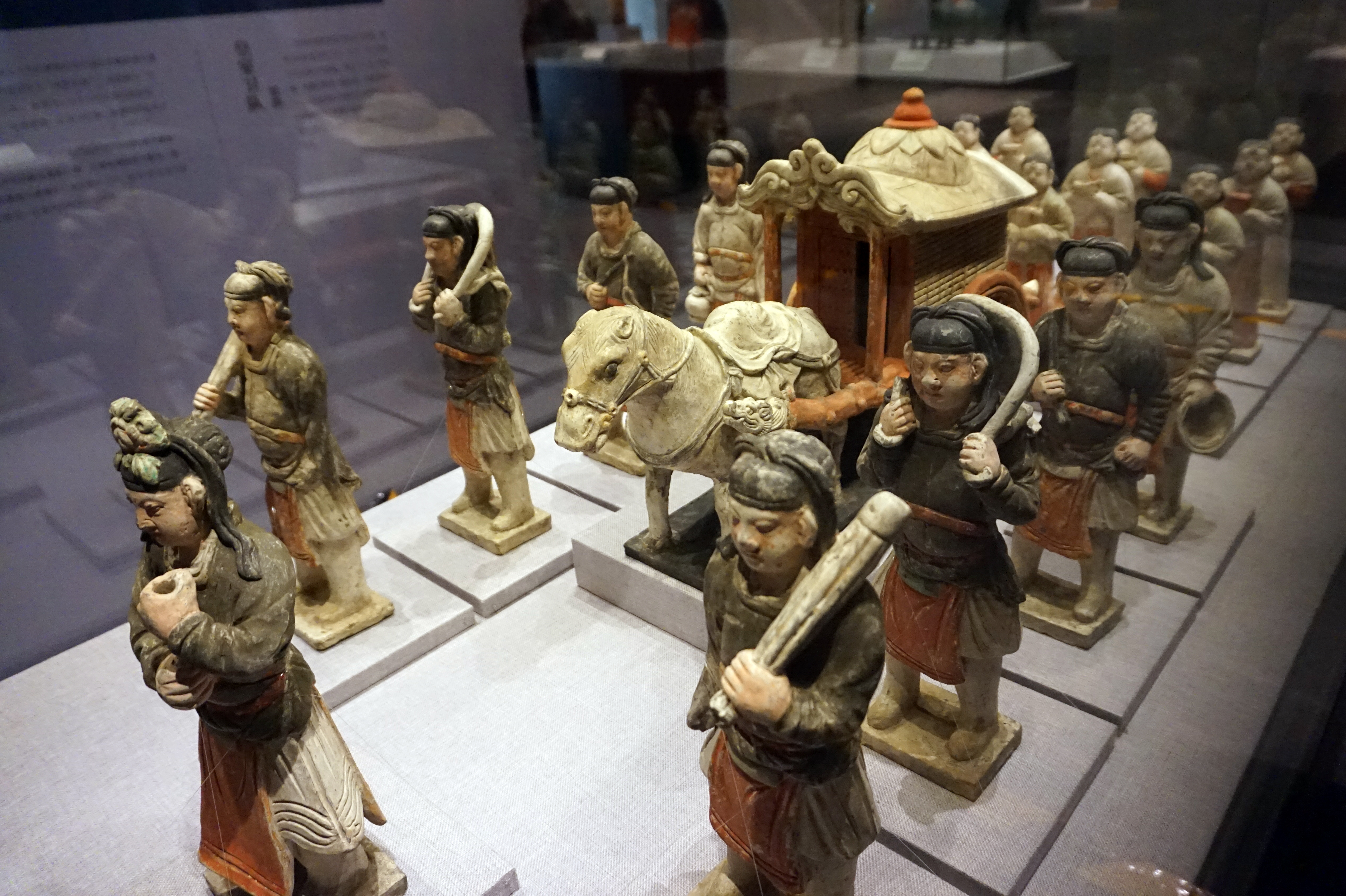
O primeiro conjunto completo de estatuetas de terracota da falange de guardas cerimoniais de viagem da Dinastia Yuan, desenterrados na vila de Dongwangfeng.

Dinastias chinesas foram regimes monárquicos hereditários que governaram a China durante grande parte de sua história. Desde o início do governo dinástico por Yu, o Grande, por volta de 2070 a.C., até a abdicação do Imperador Xuantong em 12 de fevereiro de 1912, na esteira da Revolução Xinhai, a China foi governada por uma série de dinastias sucessivas. Elas não se limitavam àquelas estabelecidas pela etnia Han – o grupo étnico chinês dominante – e sua antecessora, a confederação tribal Huaxia, mas também incluíam aquelas fundadas por povos não-Han.
Dividir a história chinesa em períodos governados por dinastias é um método conveniente de periodização. Assim, uma dinastia pode ser usada para delimitar a época durante a qual uma família reinou, bem como para descrever eventos, tendências, personalidades, composições artísticas e artefatos desse período.[8] Por exemplo, a porcelana chinesa feita durante a dinastia Ming pode ser chamada de "porcelana Ming".
A dinastia mais longa da China foi a dinastia Zhou, governando por um período total de 789 anos, embora seja dividida em Zhou Ocidental e Zhou Oriental na historiografia chinesa, e seu poder foi drasticamente reduzido durante a última parte de seu governo. A maior dinastia chinesa em termos de tamanho territoriais foi a dinastia Yuan ou a dinastia Qing, dependendo da fonte histórica.
Dinastias chinesas muitas vezes se referiam a si mesmas como "Tiāncháo" (天朝; "Dinastia Celestial" ou "Dinastia Celestial").